# آخرین خشم
آخرین خشم (به انگلیسی: Last Rampage) فیلمی محصول سال ۲۰۱۷ و به کارگردانی دوایت اچ. لیتل است. در این فیلم بازیگرانی همچون رابرت پاتریک، هدر گراهام، بروس دیویسن، الکس مک‌نیکول، مالی کوئین، کریس براونینگ، کیسی توماس براون، اسکای مور، جیسون جیمز ریختر، ویلیام شاکلی، جان هرد و مگان گلگر ایفای نقش کرده‌اند.